# 2012-es Texas Tennis Open
A 2012-es Texas Tennis Open női tenisztornát az egyesült államokbeli Dallasban rendezték meg 2012. augusztus 19. és 24. között. A verseny International kategóriájú volt. A mérkőzéseket kemény borításon játszották, 2012-ben második alkalommal.

## Győztesek
Egyéniben Roberta Vinci nyerte meg a tornát, a döntőben 7–5, 6–3-ra legyőzve a szerb Jelena Jankovićot.
Az olasz játékos a hetedik egyéni tornagyőzelmét szerezte meg pályafutása során, 2012-ben az elsőt. Először fordult elő, hogy szabadtéri kemény borításon nem talált legyőzőre. Korábban négyszer nyert salakon, egyszer füvön, egyszer pedig fedett kemény pályán.
Párosban a Marina Eraković–Heather Watson-duó szerezte meg a tornagyőzelmet, a fináléban 6–3, 6–0-ra felülmúlva a Līga Dekmeijere–Irina Falconi-kettőst. Az új-zélandi és a brit játékos második közös tornáját nyerte meg, első alkalommal július közepén, Stanfordban diadalmaskodtak. E két versenyen kívül nem is játszottak egymás oldalán. Erakovićnak összességében ez volt a hetedik páros sikere, Watson más partnerrel még nem tudott nyerni.

## Döntők

### Egyéni
Roberta Vinci –  Jelena Janković 7–5, 6–3

### Páros
Marina Eraković /  Heather Watson –  Līga Dekmeijere /  Irina Falconi 6–3, 6–0

## Világranglistapontok
| Eredmény           | Egyéni | Páros |
| ------------------ | ------ | ----- |
| Győzelem           | 280    | 280   |
| Döntő              | 200    | 200   |
| Elődöntő           | 130    | 130   |
| Negyeddöntő        | 70     | 70    |
| 16 között          | 30     | 1     |
| 32 között          | 1      | –     |
| Főtáblára jutás    | 10     | –     |
| Selejtező (döntő)  | 6      | –     |
| Selejtező (1. kör) | 1      | –     |

## Pénzdíjazás
A torna összdíjazása a többi International versenyhez hasonlóan 220 000 amerikai dollár volt. Az egyéni bajnok 37 000 dollárt, a győztes páros együttesen 11 000 dollárt kapott.
| Eredmény           | Egyéni   | Páros    |
| ------------------ | -------- | -------- |
| Győzelem           | 37 000 $ | 11 000 $ |
| Döntő              | 19 100 $ | 5750 $   |
| Elődöntő           | 10 400 $ | 3100 $   |
| Negyeddöntő        | 5625 $   | 1650 $   |
| 16 között          | 3100 $   | 860 $    |
| 32 között          | 1825 $   | –        |
| Selejtező (döntő)  | 850 $    | –        |
| Selejtező (1. kör) | 440 $    | –        |